# 熱血高校
《漂丿男子漢》（日語：クローズZERO）是2007年由三池崇史執導的日本電影，也是漫畫家高橋弘的作品《漂丿男子漢》系列的衍生作品。這部作品是原著作者高橋弘專為電影創作的全新原創故事，劇情設定為原作《CROWS》的前傳。2009年4月11日，由原班導演和演員拍攝的續集《漂丿男子漢2》（日語：クローズZERO II）上映。2014年4月12日，全新導演和演員拍攝的《漂丿男子漢3》（日語：クローズEXPLODE）上映。

## 劇情
恶名远播的铃兰男子高校聚集着一群嗜好打架的不良学生，他们因象征着流血等不吉利事件，而被称为“乌鸦”。學校內部分为诸多派系，其中最强悍的两股势力分別是萬獸之王芹泽多摩雄所带领的芹泽军团，以及转校生泷谷源治所帶領的新力军GPS。为争夺铃兰的頂點，两大乌鸦军团决一雌雄的時刻來臨了。

## 演員
- 瀧谷源治：小栗旬（台灣配音：劉鵬傑〈第一部〉、鍾少庭〈第二部〉）

三年级转入铃兰高中，击败田村忠太成为E班老大。创建GPS人数约70人，并击败芹泽多摩雄100人的大军，成为三年级的老大。父亲是刘生会泷谷组的组长泷谷英雄。
- 芹澤多摩雄：山田孝之（台灣配音：曹冀魯〈第一部〉、吳東原〈第二部〉）

芹泽军团的首领，A班的老大，家境貧窮，拥有超强打架实力。一度被认为是最接近铃兰頂點的男人，有着【百兽之王】的称号。
- 片桐拳：矢部享佑（日语：矢部享佑）（台灣配音：康殿宏〈第一部〉、吳東原〈第二部〉）

矢崎组的小混混頭目，后成為泷谷源治的幫手。高中时就读于铃兰高校。
- 逢泽瑠加：黑木明纱（台灣配音：魏晶琦〈第一部〉、傅暐霖〈第二部〉）

酒吧里的歌手，後來和源治成為了好朋友。
- 辰川时生：桐谷健太（台灣配音：賀宇傑〈第一部、第二部〉）

隶属芹泽军团，中学时期与泷谷源治是好朋友，现是芹泽的死党，芹泽军团的2號人物。父亲是辰川集团董事长。
- 林田惠：深水元基（日语：深水元基）（台灣配音：符爽〈第一部〉、鈕凱暘〈第二部〉）

通稱「林達」，户亚留市史上最强的人，不属于哪一派阀，保持中立。
- 伊崎瞬：高岡蒼甫（台灣配音：孫誠〈第一部〉、鈕凱暘〈第二部〉）
- 牧瀬隆史：高橋努 (俳優)（日语：高橋努 (俳優)）（台灣配音：孫誠〈第一部〉、林谷珍〈第二部〉）
- 田村忠太：鈴之助（日语：鈴之助）（台灣配音：賀宇傑〈第一部〉、吳東原〈第二部〉）
- 三上学：伊崎右典（日语：伊崎右典）（台灣配音：劉鵬傑〈第一部〉、鈕凱暘〈第二部〉）
- 三上豪：伊崎央登（日语：伊崎央登）（台灣配音：孫誠〈第一部〉、鍾少庭〈第二部〉）
- 戸梶勇次：遠藤要（日语：遠藤要）（台灣配音：康殿宏〈第一部〉、林谷珍〈第二部〉）
- 筒本将治：上地雄輔（台灣配音：符爽〈第一部〉、不明〈第二部〉）
- 桐島廣海：大東俊介（台灣配音：劉鵬傑〈第一部〉、吳東原〈第二部〉）
- 本城俊明：橋爪遼（日语：橋爪遼）（台灣配音：康殿宏〈第一部〉、鍾少庭〈第二部〉）
- 杉原誠：小柳友（台灣配音：賀宇傑〈第一部、第二部〉）
- 鷲尾郷太：波岡一喜（日语：波岡一喜）（台灣配音：符爽〈第一部〉、吳東原〈第二部〉）
- 滝谷英雄：岸谷五朗（台灣配音：符爽〈第一部〉、林谷珍〈第二部〉）
- 矢崎丈治：遠藤憲一（台灣配音：曹冀魯〈第一部〉、賀宇傑〈第二部〉）
- 牛山：松重豊（台灣配音：孫誠〈第一部〉、賀宇傑〈第二部〉）

- 黒岩義信：塩見三省（日语：塩見三省）（台灣配音：孫誠）
- 阪東秀人：渡辺大（日语：渡辺大）（台灣配音：賀宇傑）
- 千田ナオキ：武田航平
- 山崎タツヤ：鈴木信二（日语：鈴木信二）

- 川西昇：阿部進之介（日语：阿部進之介）（台灣配音：林谷珍）
- 鳴海大我：金子統昭（台灣配音：賀宇傑）
- 的場闘志：阿部亮平（台灣配音：鈕凱暘）
- 熊切力哉：大口兼悟（日语：大口兼悟）（台灣配音：林谷珍）
- 芝山隼人：蕨野友也（台灣配音：鍾少庭）
- 漆原凌：綾野剛（台灣配音：賀宇傑）
- 美藤竜也：三浦春馬
- 美藤真喜雄：山口祥行（日语：山口祥行）

## 评价
本片全球票房22,036,607美元。

## 外部連結
- 互联网电影数据库（IMDb）上《熱血高校》的资料（英文）